# 小行星6725
小行星6725（英語：6725）是一颗围绕太阳公转的小行星。1991年2月21日，伊野田繁、浦田武在烏山町发现了此天体。
这颗小行星的绝对星等为1.886559266852321等。